# Sévaz
Sévaz är en ort och kommun i distriktet Broye i kantonen Fribourg, Schweiz. Kommunen hade 314 invånare (2023).